# Getto w Kozowej
Getto w Kozowej – getto dla ludności żydowskiej zorganizowane przez okupacyjne władze hitlerowskie w czasach II wojny światowej w Kozowej. 
Getto zostało utworzone 1 grudnia 1942 roku decyzją Obergruppenführera SS Krügera. Umieszczono w nim ponad 2 tys. Żydów.
Do likwidacji getta przystąpiono w kwietniu 1943 roku. Sipo przy udziale niemieckiej żandarmerii i ukraińskiej policji dokonała trzech akcji eksterminacyjnych:
- 9 kwietnia 1943 rozstrzelano 100 osób,
- 17 kwietnia 1943 rozstrzelano ponad 1 tys. osób,
- 12 czerwca 1943 rozstrzelano pozostałe 1 tys. osób, likwidując tym samym getto.

Po wojnie na miejscu egzekucji postawiono pomnik ofiar.